# Lechia Zielona Góra
Lechia Zielona Góra ist ein Fußballverein aus der polnischen Stadt Zielona Góra (deutsch Grünberg in Schlesien), der insgesamt sechs Spielzeiten in der zweithöchsten polnischen Spielklasse spielte.

## Vereinsgeschichte
Der Verein wurde 1946 unter dem Namen Robotniczy KS Wagmo gegründet. Nach diversen Namensumbenennungen (KS Stal, KS Zastal, KS Lechia, Lechia-Polmozbyt, KS Lech-Zryw) erfolgte im Jahr 2005 die Rückbenennung zu Lechia als historischer Verweis. Zwar war Lechia nie erstklassig, allerdings spielte die erste Mannschaft 1952, in den 1970ern und in den 1990ern einige Zeit lang zweitklassig. Der größte Erfolg im polnischen Pokal war nach Siegen etwa gegen Lech Posen die Viertelfinalteilnahme in der Saison 1986/87, als man knapp an ŁKS Łódź scheiterte. 2012 trat der Verein dem Lokalrivalen UKP Zielona Góra bei, der inzwischen unter dem Namen Falubaz Zielona Góra antritt. Im Jahre 2019 wurde der Verein reaktiviert.

## Erfolge
- insgesamt 6 Jahre in der zweithöchsten polnischen Liga (1952, 1973/74, 1995 bis 1999)
- Polnischer Fußballpokal
  - Viertelfinale: 1986/87

## Bekannte ehemalige Spieler und Trainer
- Hugo Enyinnaya
- Benjamin Imeh
- Dariusz Kubicki
- Maciej Murawski
- Marcin Szałęga

## Vereinsnamen
- 1946 Robotniczy KS Wagmo
- 1951 KS Stal
- 1955 KS Zastal
- 1957 KS Lechia
- 1967 KS Zastal
- 1979 MBKS Lechia
- 1990 Lechia-Polmozbyt
- 2000 ZTP Lechia
- 2000 ASPN Zryw
- 2001 KS Lech-Zryw
- 2005 Lechia